# Hoimar von Ditfurth

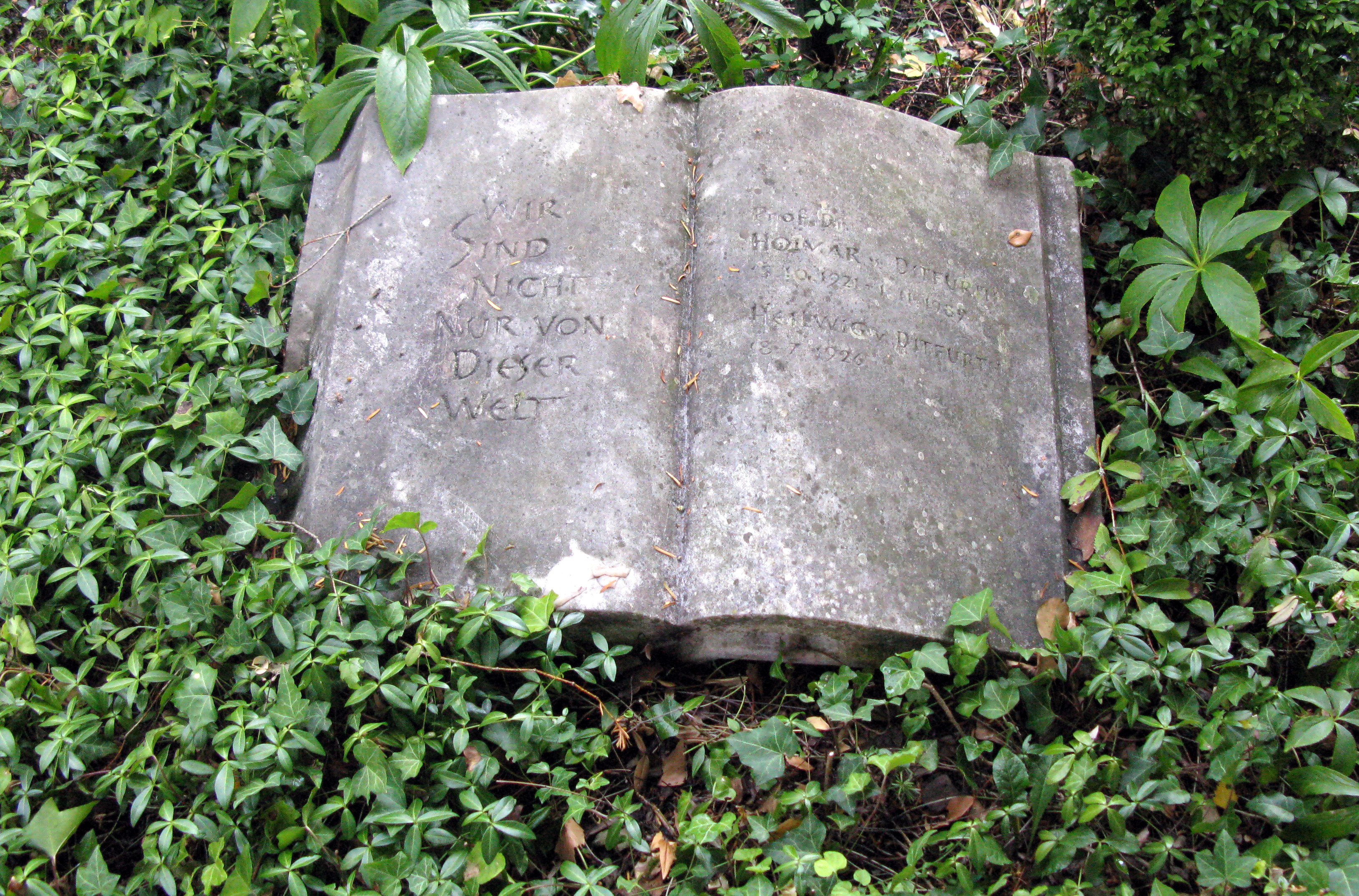
Grób pisarza z napisem: Wir sind nicht nur von dieser Welt (Nie tylko z tego świata jesteśmy)

Hoimar Gerhard Friedrich Ernst von Ditfurth (ur. 15 października 1921 w Berlinie, zm. 1 listopada 1989 we Fryburgu Bryzgowijskim) – niemiecki lekarz, neurolog i psychiatra, profesor doktor habilitowany nauk medycznych; popularyzator nauki, autor szeregu monografii, m.in. trylogii: Dzieci Wszechświata (1970), Na początku był wodór (1972), Duch nie spadł z nieba (1976).
Studiował medycynę, psychologię i filozofię na uniwersytetach w Berlinie i Hamburgu, gdzie w lipcu 1946 uzyskał doktorat. W latach 1948-1960 pracował w Szpitalu Uniwersyteckim w Würzburgu, ostatecznie jako ordynator. W 1959 habilitował się na tamtejszym uniwersytecie i został prywatnym wykładowcą psychiatrii i neurologii. W 1967 został mianowany profesorem nadzwyczajnym na Uniwersytecie w Würzburgu, a w 1968 na Uniwersytecie w Heidelbergu. Od 1969 pracował jako niezależny publicysta naukowy. Wydawał periodyk naukowy „Apollo”. Dużą popularność zdobył dzięki programom popularnonaukowym w telewizji: „Eksperymenty z życiem”, „My i Kosmos”.
Za pracę przyznano mu nagrody, m.in. w 1968 niemiecką telewizyjną Grime-Preis, w 1972 Nagrodę Bambi, a w 1978 międzynarodową Nagrodę Kalinga od UNESCO.

## Publikacje
- 1970: Kinder des Weltalls, wyd. pol. Dzieci Wszechświata, PIW, Warszawa, 1976, ISBN 83-06-00626-7.
- 1972: Im Anfang war der Wasserstoff, wyd. pol. Na początku był wodór, PIW, Warszawa 1981, ISBN 83-06-00631-3.
- 1976: Der Geist fiel nicht vom Himmel, wyd. pol. Duch nie spadł z nieba, PIW, Warszawa 1981, ISBN 83-06-00163-X.
- 1981: Wir sind nicht nur von dieser Welt, wyd. pol. Nie tylko z tego świata jesteśmy, Instytut Wydawniczy PAX, 1985, ISBN 83-211-0609-9.
- 1985: So laßt uns denn ein Apfelbäumchen pflanzen. Es ist soweit, wyd. pol. Pozwólcie nam zasadzić jabłonkę. Już nadszedł czas, Parnas, 1997, ISBN 83-87322-05-9.
- 1992: Das Erbe des Neandertalers, wyd. pol. Dziedzictwo człowieka z Neandertalu, Parnas, 1995, ISBN 83-85656-01-1.